# تصوير مقطعي
.

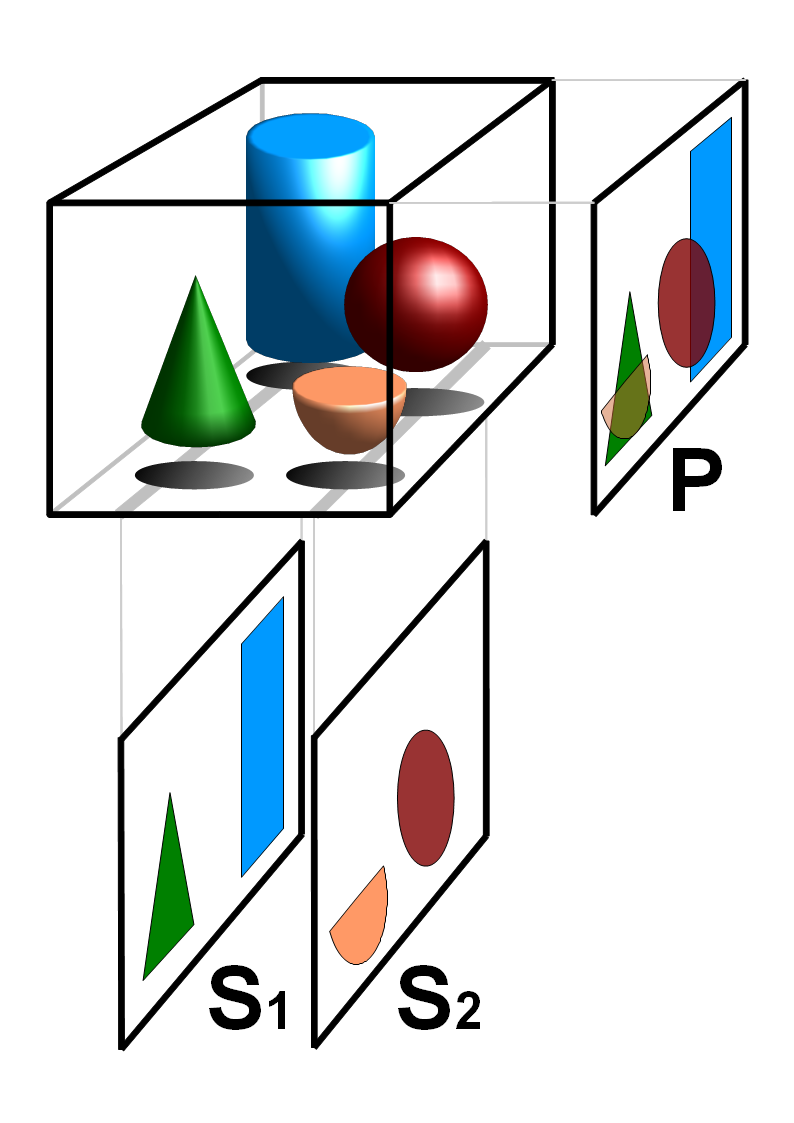
المبدأ الأساسي في التصوير المقطعي، يقوم على تراكب الشرائح وفق ترتيبها الفراغي ثلاثي الأبعاد لتعطي تمثيل ثنائي الأبعاد

التصوير المقطعي أو التصوير الطبقي هو أسلوب تصوير علمي يعتمد على تكوين صورة عن الجسم المدروس بعد إجراء عملية تراكب لصور شرائح مأخوذة تراتبياً واحدة تلو الأخرى بتعريض الجسم إلى الأشعة.
يستخدم التصوير المقطعي في العديد من المجالات العلمية مثل علم الأشعة وعلم الأحياء وعلم المواد والفيزياء وغيرها.

## اقرأ أيضاً
- تصوير مقطعي محوسب
- تصوير مقطعي بالإصدار البوزيتروني